# Ханс Диболд фон Райнах-Щайнбрун
Ханс Диболд фон Райнах-Щайнбрун (на немски: Hans Diebold von Reinach zu Steinbrunn; † 1635) е фрайхер, благородник от род Райнах от Ааргау в северна Швейцария и Елзас, господар на Щайнбрун в Елзас (Гранд Ест).
Той е син на Ханс Рудолф фон Райнах-Щайнбрун († 1612) и първата му съпруга Марта Щьор фон Вагенбург, дъщеря на Якоб Щьор фон Вагенбург и Агнес фон Хагенбах. Внук е на Якоб фон Райнах-Щайнбрун († 15 януари 1556) и Урсула Цорн фон Булах. Дядо му Якоб е основател на „клон фрайхер фон Райнах-Щайнбрун“.
Брат е на Ханс Рудолф фон Райнах-Щайнбрун († 1632), женен за Якобея Дегелин фон Ванген († 1629) и има с нея дъщеря. Баща му се жени втори път за Катерина (Отилия) фон Венделсдорф и той е полубрат на Йохана Катарина фон Райнах († 1654), омъжена за фрайхер Йохан Фердинанд Георг де Туилиерес († сл. 1614).
Роднина е на Якоб Зигизмунд фон Райнах-Щайнбрун (1683 – 1743), княжески епископ на Базел (1737 – 1743).

## Фамилия
Ханс Диболд фон Райнах-Щайнбрун се жени за Мария Клеофа Дегелин фон Ванген († 1634), дъщеря на Ханс Георг Дегелин фон Ванген и Роза фон Рогенбах. Те имат децата:
- Якоб Зигизмунд фон Райнах-Щайнбрун (* 1602; † 1669), женен за	Мария Схоластика фон Щадион (1608 – 1656), дъщеря на Йохан Кристоф фон Щадион (1563 – 1629) и Маргарета фон Зикинген-Хоенбург († 1622); имат дъщеря
- Урсула фон Райнах († 1598), омъжена за Мелхиор фон Райнах († 1654), син на Ханс Диболд фон Райнах († 1612/1619) и Мария Кристина Финтлер фон Плеч († сл. 1658)